# Iniettore split
In gascromatografia un iniettore split è un tipo di iniettore, cioè la parte del gascromatografo deputata all'introduzione del campione nella colonna capillare.
L'iniettore split (dall'inglese to split: dividere) è un tipo di iniettore che separa il campione introdotto in due parti asimmetriche, regolabili, e invia la parte minore (fino al 20%) alla colonna, il resto è espulso all'esterno dello strumento.
L'iniettore split si usa quando il campione a causa della sua alta concentrazione potrebbe saturare il rivelatore falsando il risultato dell'analisi o il volume del campione è eccessivo.
In questo modo si evita il sovraccarico della colonna, il campione entra in colonna in un tempo breve, senza allargamento di picco. Tuttavia con questa modalità non si ottengono risultati quantitativi.
Per ottenere una buona larghezza di banda il campione deve essere deposto vicino all'ingresso della colonna per limitare la dispersione e vaporizzare formando un plug.
Il rapporto tra i componenti del campione che entrano in colonna è generalmente diverso da quello del campione a causa della diversa mobilità dei componenti e di vari fenomeni: i composti altobollenti arrivano in colonna meno dei composti bassobollenti.
Questo fenomeno può essere sfruttato scegliendo solventi altobollenti.
I fattori che possono influenzare un'iniezione split sono: la diversa volatilità dei vari componenti del campione, l'assorbimento di alcuni componenti da parte della siringa ed eventualmente la ritenzione da parte di gocce di materiale non volatile.
Nell'iniettore split possono essere inseriti alcuni inserti per migliorare l'evaporazione del solvente.